# Lysimachia patungensis
Lysimachia patungensis är en viveväxtart som beskrevs av Hand.-mazz. Lysimachia patungensis ingår i släktet lysingar, och familjen viveväxter. Inga underarter finns listade i Catalogue of Life.